# Elección parcial de Tongatapu 8 de 2023
La elección parcial de Tongatapu 8 de 2023 se celebró el 19 de enero de 2023, y fue provocada por la muerte del Representante Popular por ese distrito, Semisi Fakahau el 27 de octubre de 2022.

## Antecedentes
En las elecciones generales de 2014, Semisi Fakahau fue electo Representante Popular en la Asamblea Legislativa por Tongatapu 8. Fue reelecto en el puesto en los comicios de 2017 y de 2021. Sin embargo, falleció el 27 de octubre de 2022 mientras ejercía el cargo durante la legislatura, dejando el escaño vacante
El 11 de noviembre, el presidente de la Asamblea Legislativa, Fatafehi Fakafānua, envió a la Comisión Electoral la escritura para la realización de una elección parcial el 19 de enero de 2023 para llenar el escaño vacante, y confirmó que la confirmación se dio tras una consulta con el presidente de la comisión electoral, Lord Dalgety K.C, según lo exige la normativa de la Asamblea Legislativa.
A inicios de enero, el Partido Democrático de las Islas Amigas (PTOA) anunció a Sosefo Ngavis Hehea como su candidato. El distrito electoral de Tongatapu 8 estuvo dominado por el PTOA desde la reforma democrática de 2010 que le dio creación.

## Resultados
| Elección parcial de Tongatapu 8 de 2023 | Elección parcial de Tongatapu 8 de 2023 | Elección parcial de Tongatapu 8 de 2023 | Elección parcial de Tongatapu 8 de 2023 | Elección parcial de Tongatapu 8 de 2023 |
| Partido                                 | Partido                                 | Candidato                               | Votos                                   | %                                       |
| --------------------------------------- | --------------------------------------- | --------------------------------------- | --------------------------------------- | --------------------------------------- |
|                                         | IND                                     | Johnny Gratten Vaea Taione              | 743                                     | 39.11%                                  |
|                                         | IND                                     | Viliami Sisifa                          | 577                                     | 30.36%                                  |
|                                         | DFPI                                    | Sosefo Ngavis Hehea                     | 409                                     | 21.53%                                  |
|                                         | IND                                     | Sipaisi Kutu                            | 168                                     | 8.84%                                   |